# Katedra św. Mikołaja w Stendalu
Katedra św. Mikołaja (niem. Dom St. Nikolaus) – luterańska świątynia znajdująca się w niemieckim mieście Stendal. Dawna kolegiata, zwyczajowo zwana katedrą (niem. Dom). Jeden z obiektów na trasie Europejskiego Szlaku Gotyku Ceglanego.

## Historia
Kapitułę kolegiacką będącą wspólnotą świeckich kanoników założył w 1188 roku Otton I brandenburski wraz z bratem Henrykiem. Kapituła, składająca się wówczas z prepozyta, dziekana i dziesięciu kanoników, bezpośrednio podlegała władzy papieskiej. W tym czasie rozpoczęto budowę romańskiego kościoła, prawdopodobnie przypominającego kościół klasztorny w Jerichowie. Dzisiejszy, gotycki kościół, wzniesiono w latach 1423–1463, z poprzedniej świątyni zachowano dolne partie wież. Pierwsza pisemna wzmianka o obecnej katedrze pochodzi z dokumentów papieża Marcina V z 1424 roku. W 1540 świątynia przeszła w ręce protestantów, którzy zrezygnowali z przyjmowania nowych kanoników. Ostatecznie kapitułę rozwiązano w 1551 roku.
8 kwietnia 1945 w południowe ramię transeptu uderzyła bomba lotnicza zrzucona przez wojska amerykańskie, zniszczone zostało wnętrze, a zachodnie skrzydło kanonii uległo całkowitej destrukcji. W 1946 rozpoczęto odbudowę. Jesienią 1989 katedra była miejscem protestów przeciwko władzy komunistycznej. W 2013 na miejscu zniszczonego skrzydła wzniesiono nowy budynek. W listopadzie 2023 rozpoczęto remont katedry polegający na przywróceniu dawnej kolorystyki wnętrz.

## Architektura i wyposażenie
Świątynia trójnawowa, o układzie halowym, gotycka z nielicznymi elementami romańskimi. Dwie wieże mają wysokość 71,5 m. Od południa do katedry dostawiona jest kanonia z 1463 roku, przy czym arkady otaczającego dziedziniec krużganka pochodzą z XIII wieku. Północne ramię transeptu wieńczy schodkowy szczyt z blendą w formie rozety, a po bokach piaskowcowego portalu północnego znajdują się rzeźby patronów świątyni, świętych Mikołaja i Bartłomieja, wykonane ok. 1370–1380 roku.
Prezbiterium jest oddzielone od nawy poprzez lektorium, pełniące dawniej funkcję ambony, podtrzymywanej przez dwie romańskie kolumny. 22 okna wypełniają odrestaurowane witraże z lat 1425–1465. Stalle prezbiterium pochodzą z 1429 roku, z podobnego okresu pochodzi ołtarz główny ze sceną Objawienia Pańskiego. Ambonę wykonano z 1744 roku. Romańska chrzcielnica pochodzi z kościoła w Heeren, do katedy przeniesiono ją w 1946 roku. Ustawione na XIX-wiecznej emporze organy wykonano w 1952 roku w warsztacie Alexander Schuke Potsdam Orgelbau. Wmontowano je w częściowo zachowany, barokowy prospekt z 1670 lub 1671 roku, składają się z 4343 piszczałek. 

## Galeria

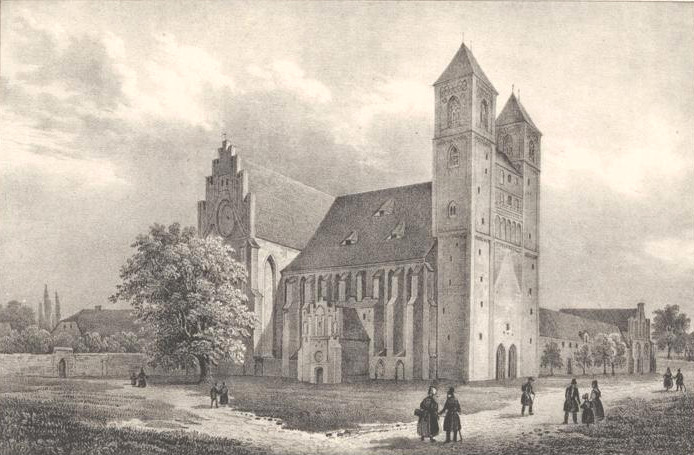
Katedra w 1839
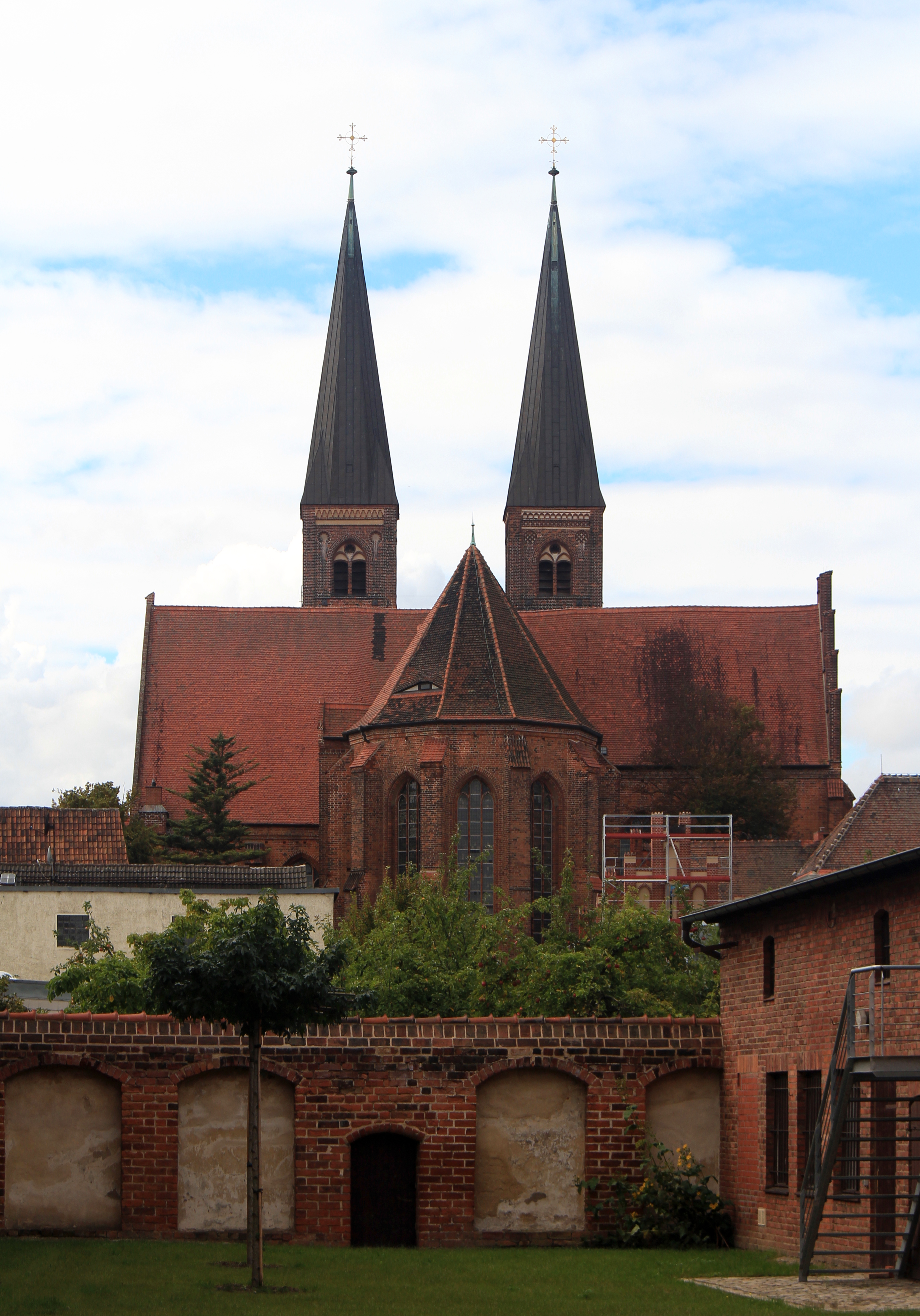
Widok ze wschodu
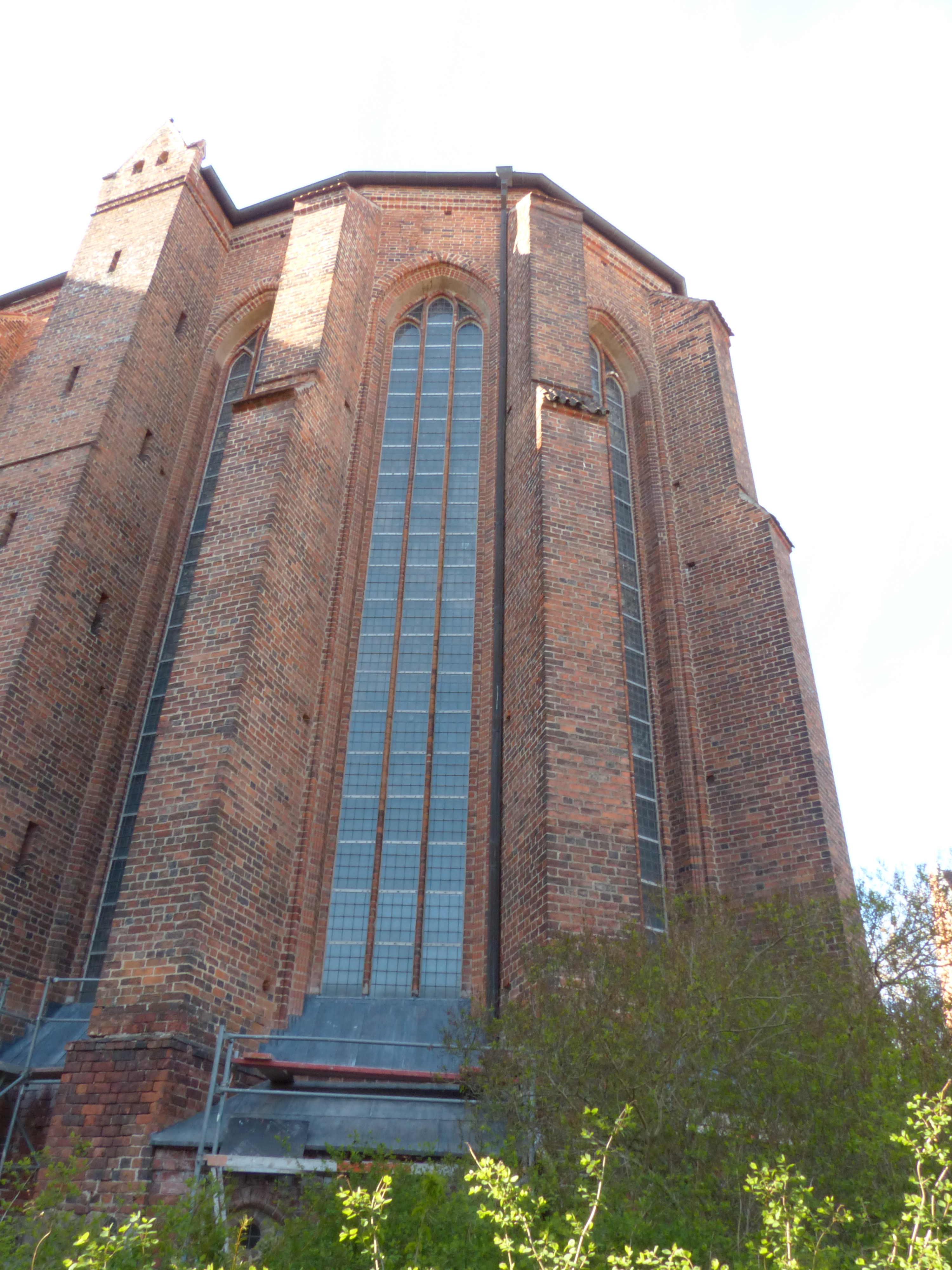
Absyda
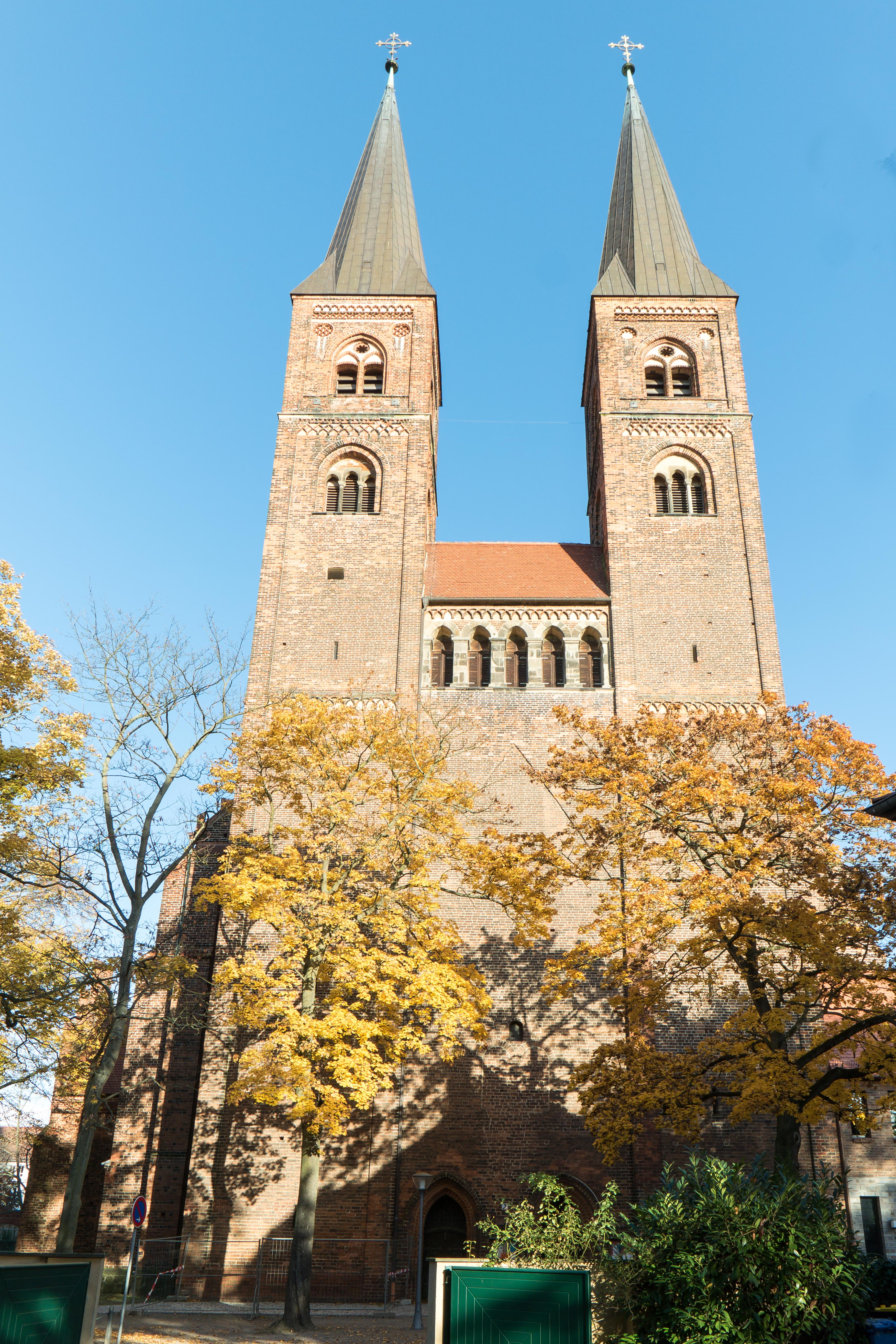
Fasada
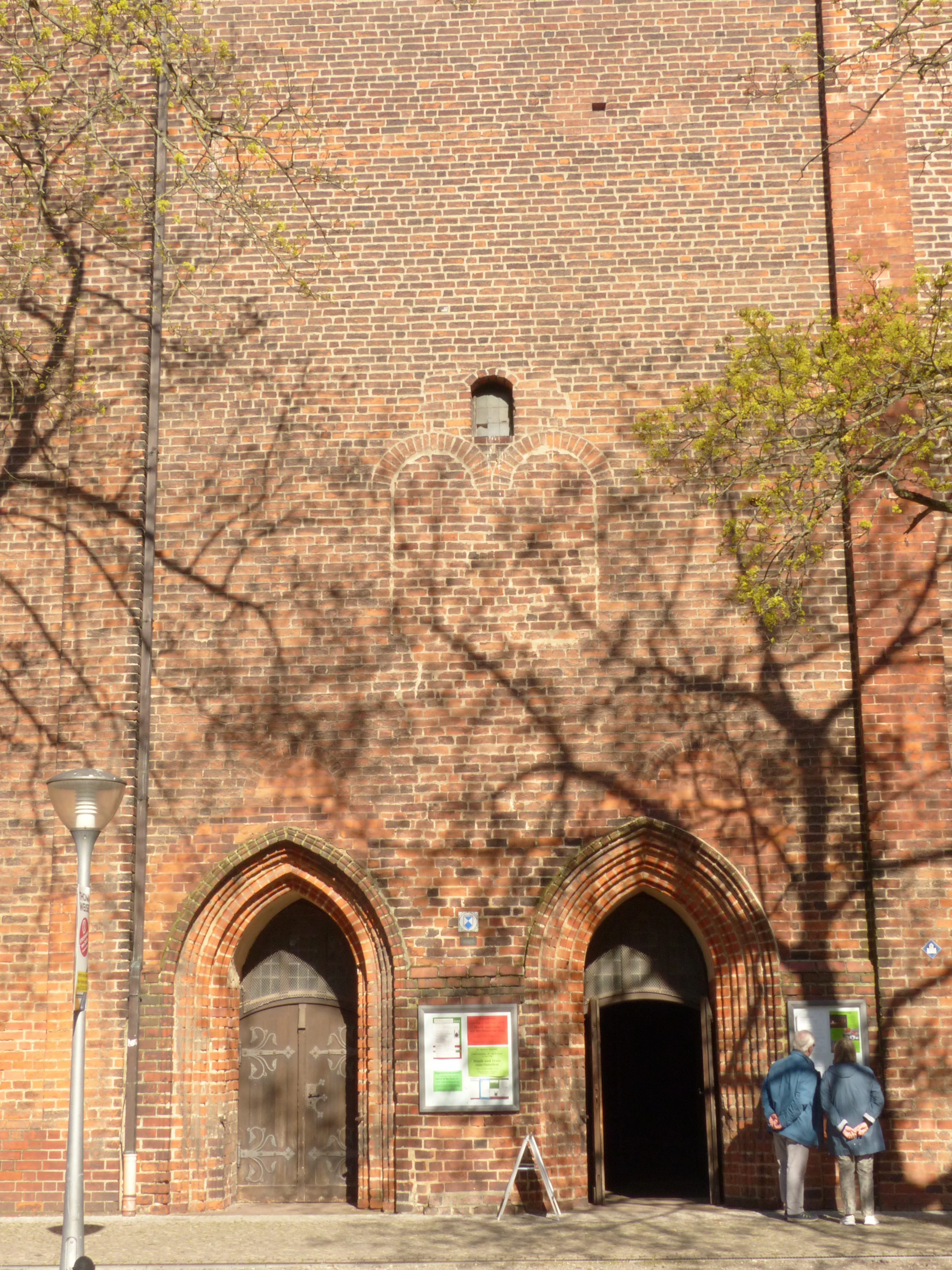
Gotyckie portale i pozostałości romańskiego biforium
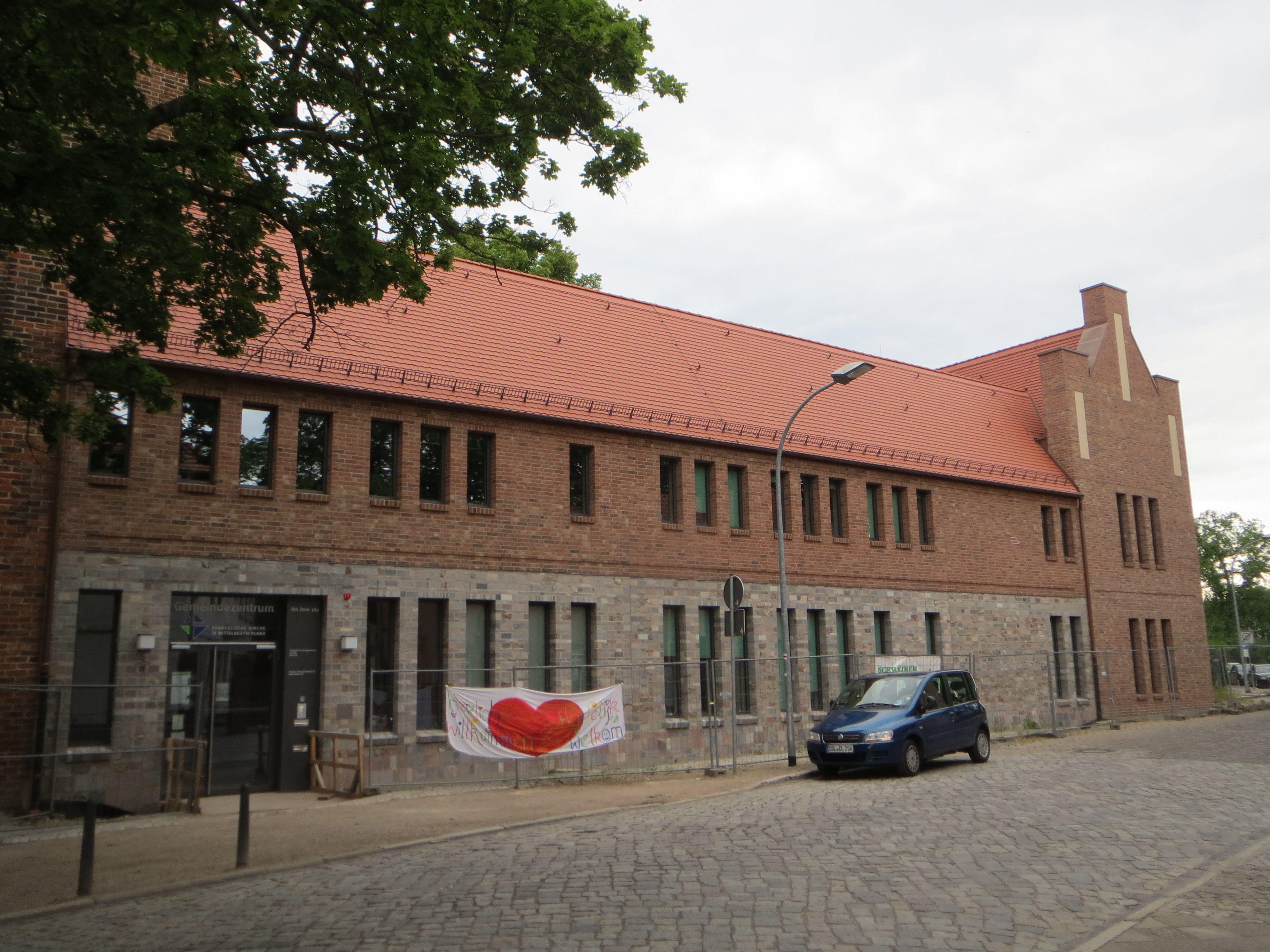
Współczesne skrzydło kanonii
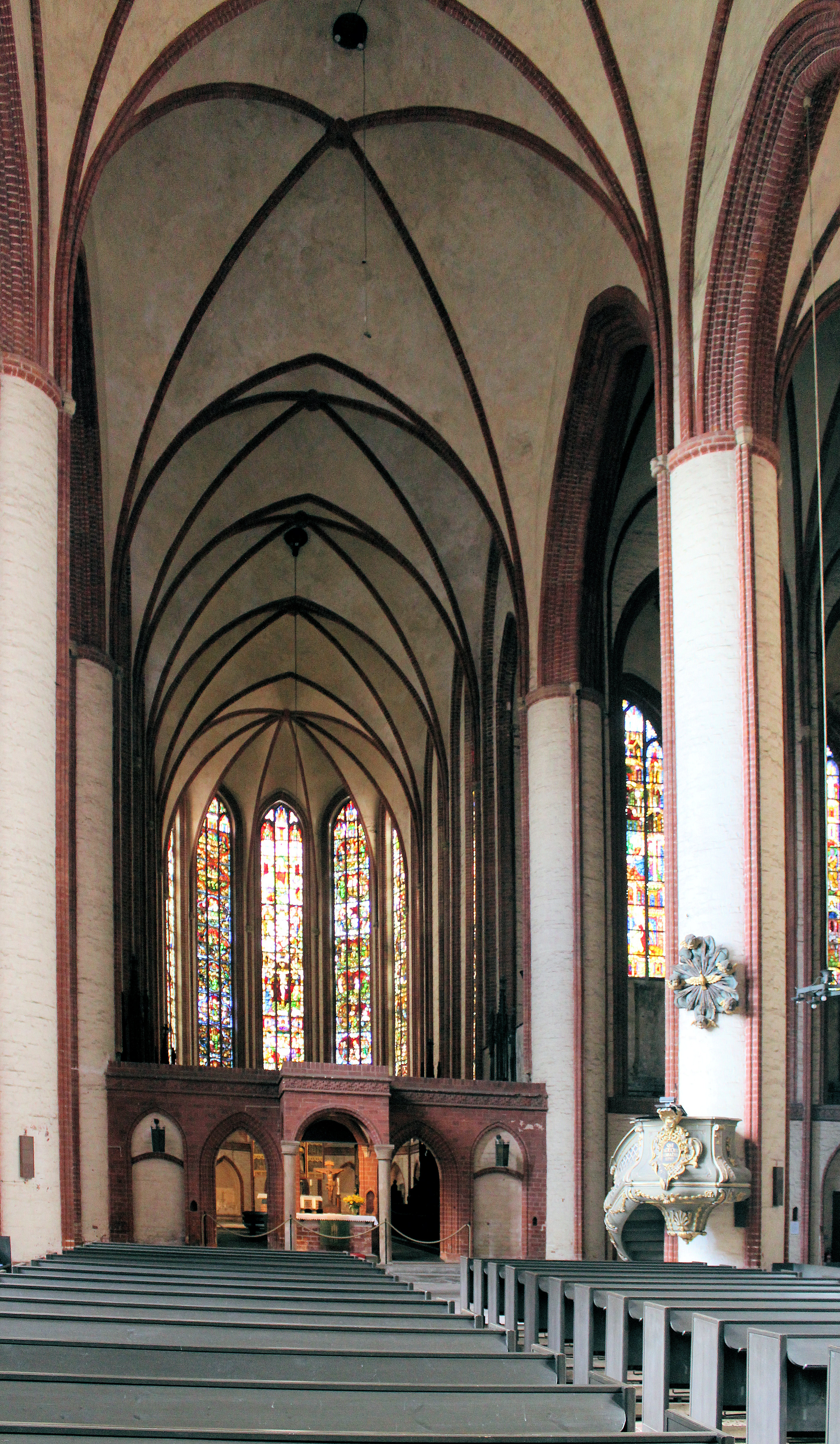
Wnętrze
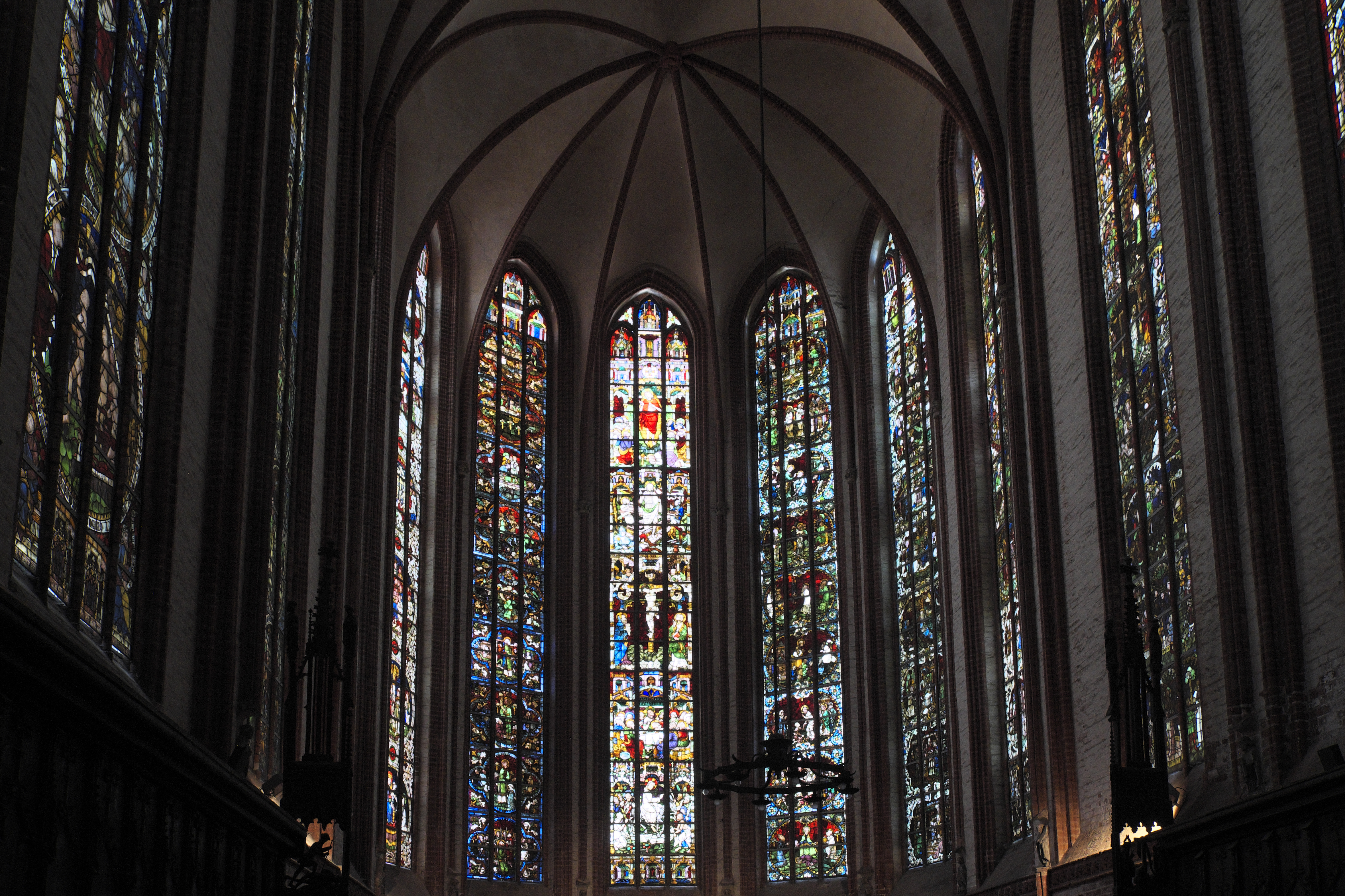
Witraże prezbiterium
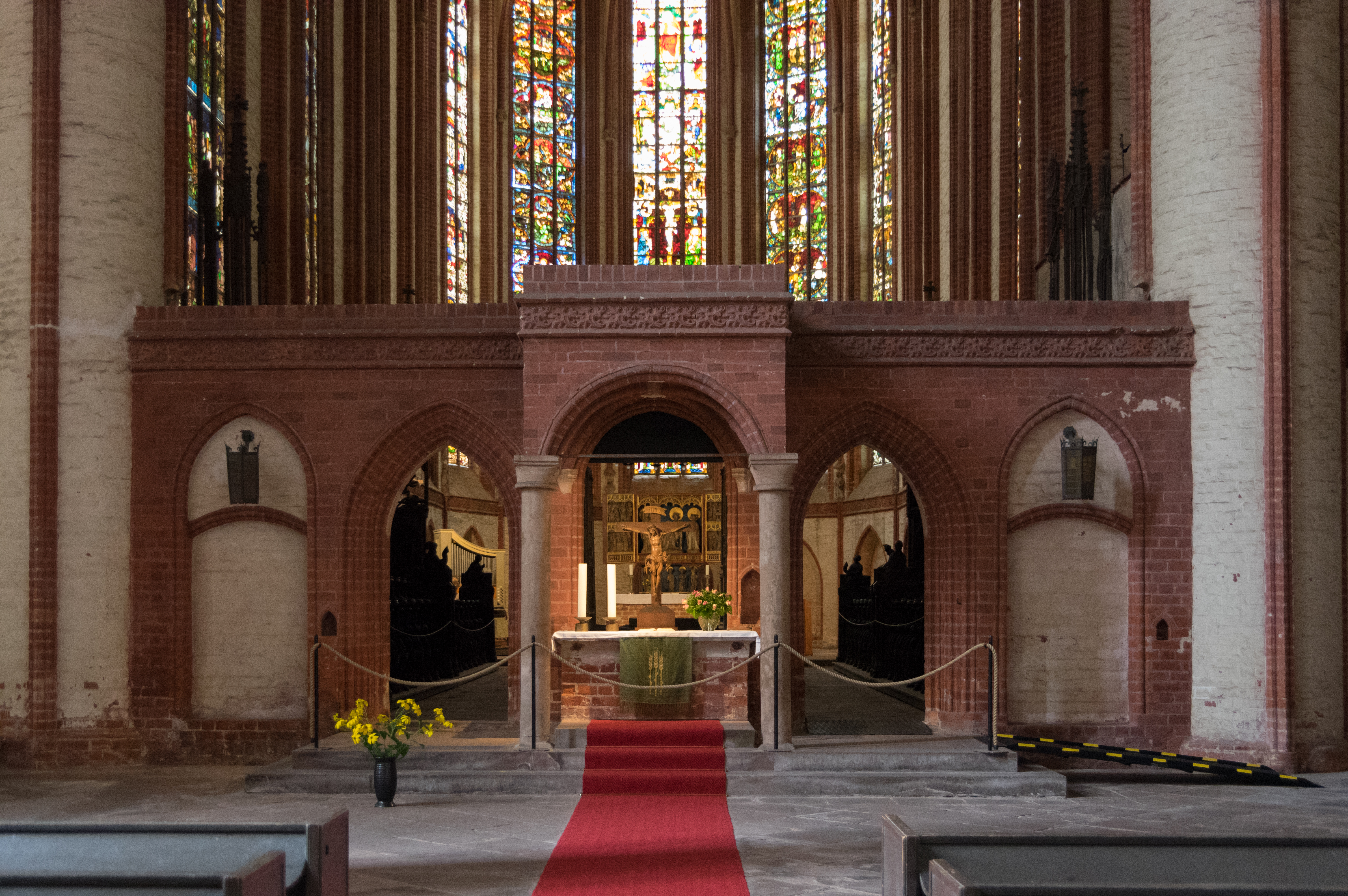
Lektorium
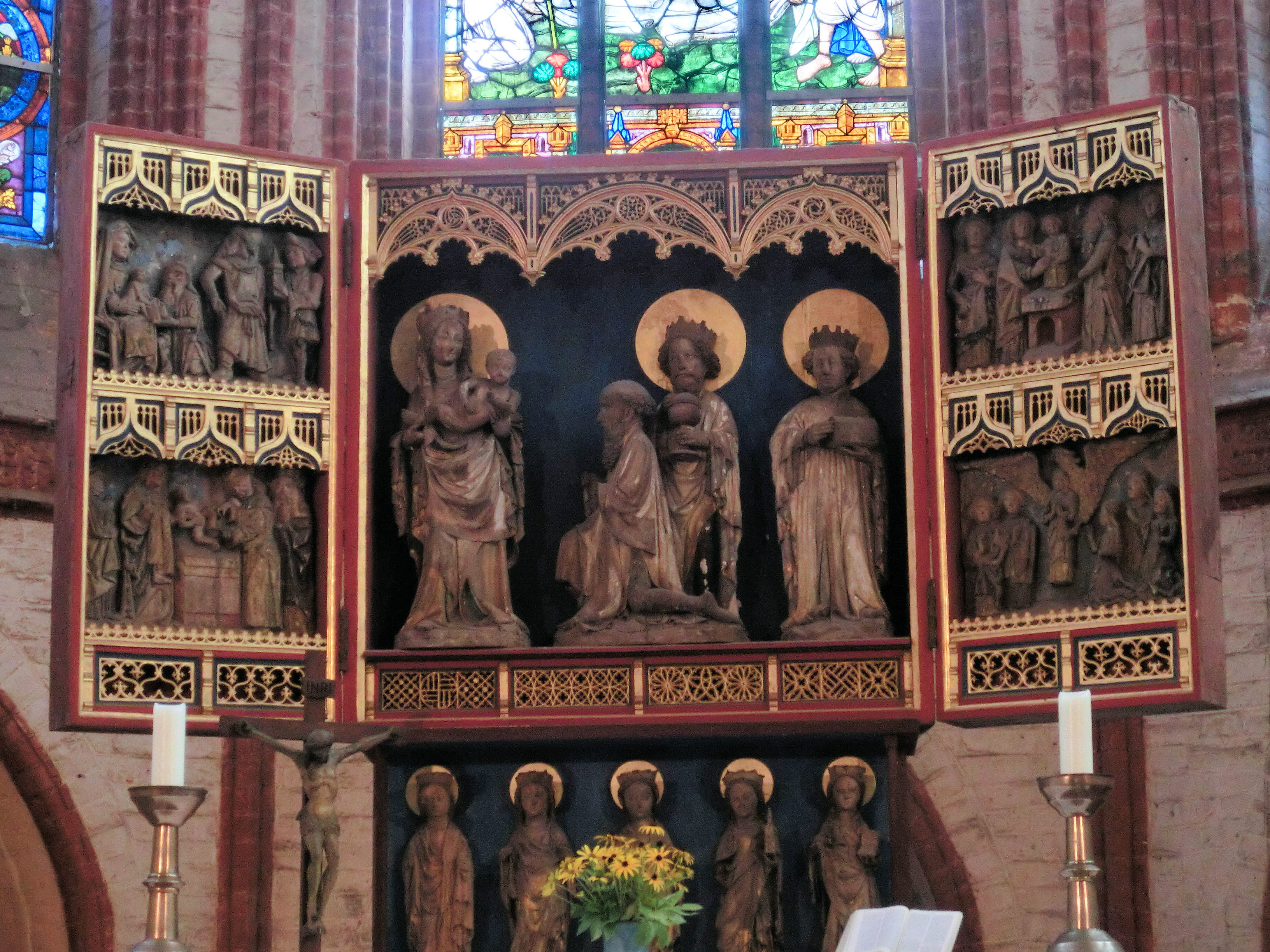
Ołtarz główny
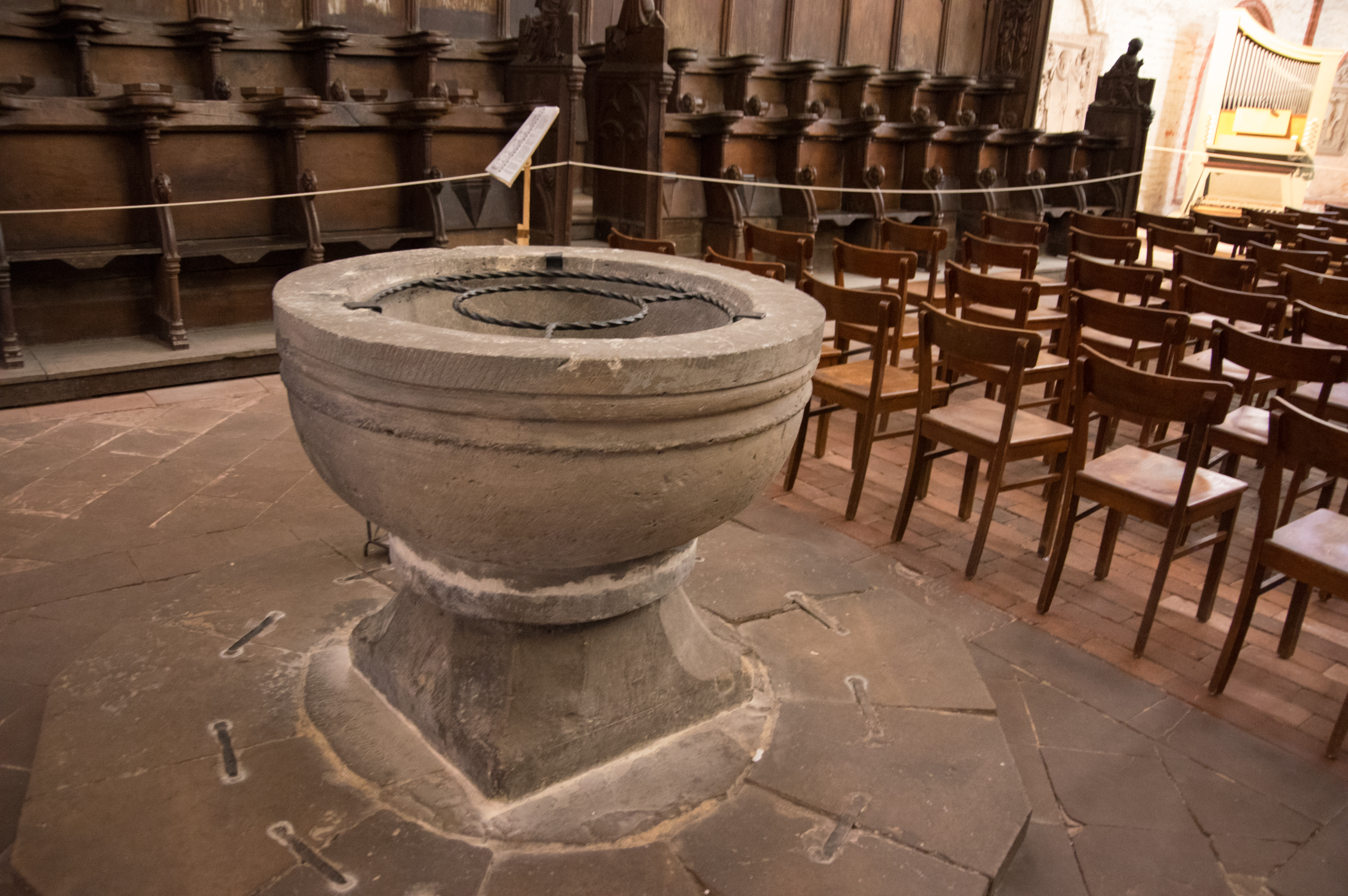
Chrzcielnica
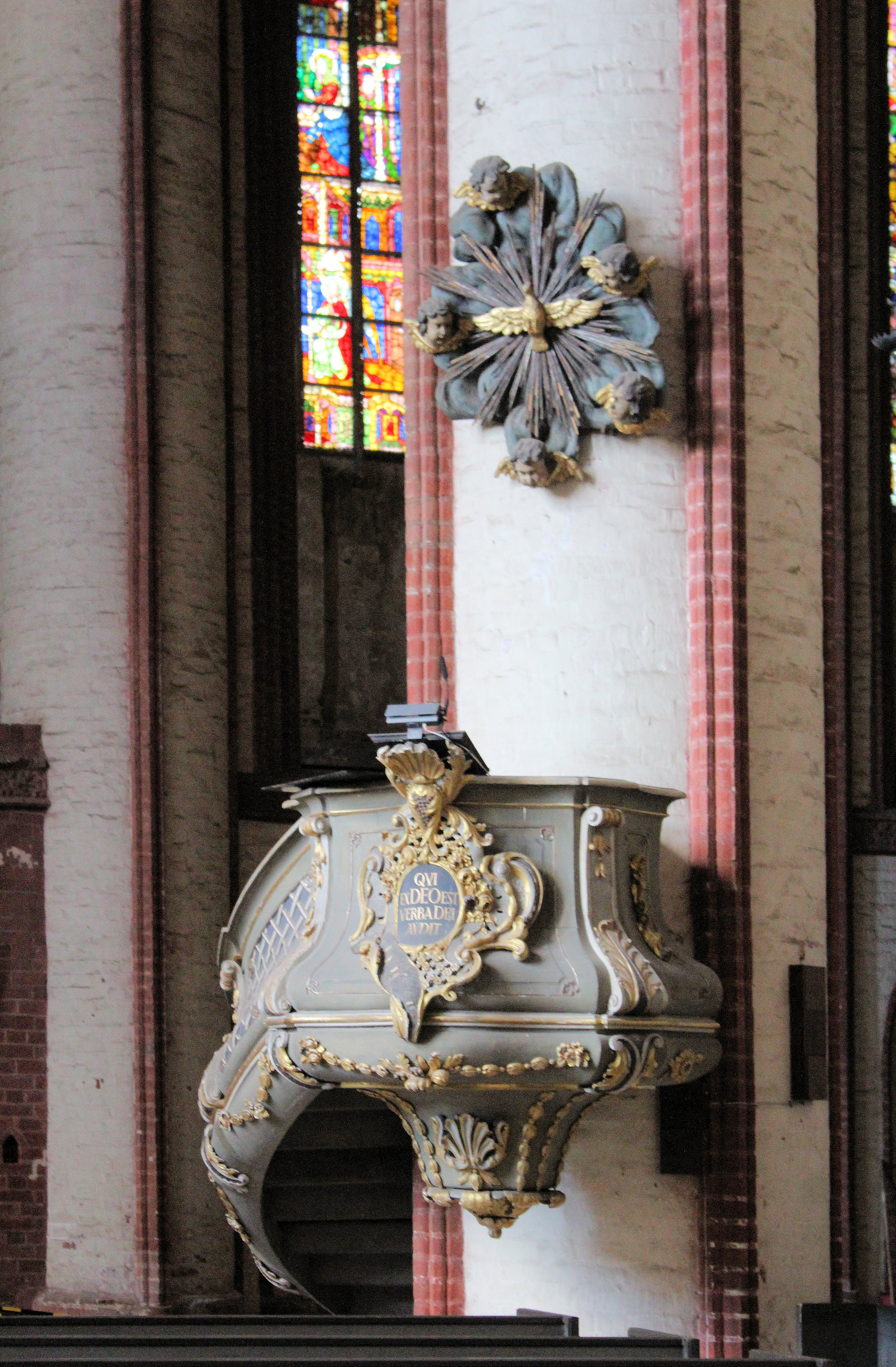
Ambona
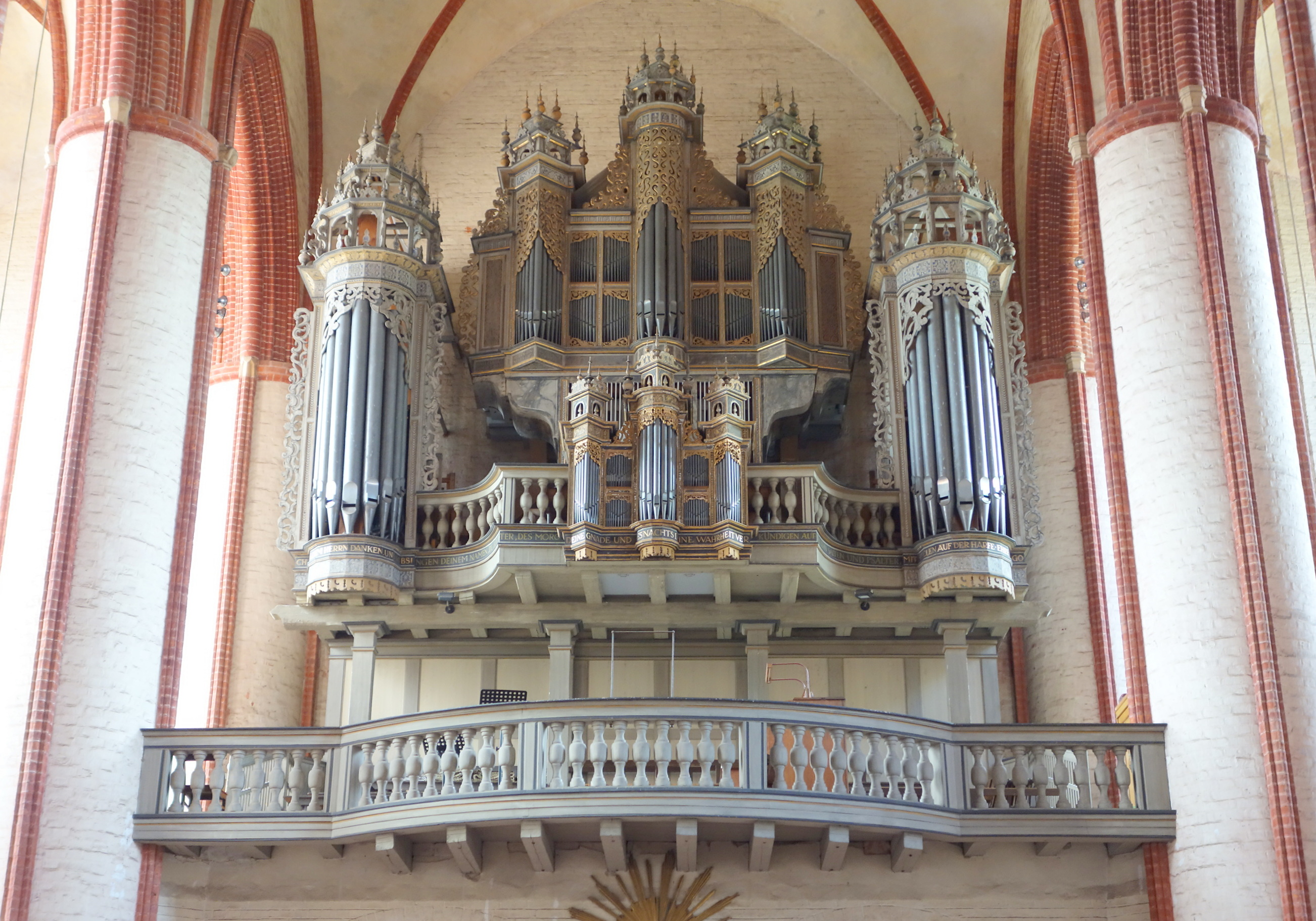
Organy